# Glaucocarpum
Glaucocarpum é um género botânico pertencente à família Brassicaceae.